# Atributivní riziko
Atributivní riziko = AR (Attributable Risk)
Synonyma: Rozdíl rizik (RD = Risk differece), Excess Risk
Za nemoc mohou rizika (viz kauzalita). Asociaci mezi rizikem a nemocí vyjadřujeme ukazateli absolutními (incidence, prevalence) a relativními (relativní riziko, šance onemocnění).
AR je rozdíl dvou ukazatelů. Jeho cílem je vyjádřit, jak moc konkrétní riziko odpovídá za nemoc v populaci.

## AR – atributivní riziko
AR je absolutní ukazatel, který vyjadřuje, za jakou část nemoci může dané riziko (rizikový faktor – RF). Jinými slovy o kolik procent nemocných bychom přišli, kdybychom dané riziko odstranili.
Vypočítá se jako incidence ve skupině s rizikem minus incidence ve skupině bez rizika (například u skupiny kuřáků a nekuřáků).
AR se počítá z deskriptivních dat (PPT – person, place, time).
Tabulka 2×2 ukazuje princip výpočtu:

|            | nemocní | zdraví |
| v riziku   | a       | b      |
| bez rizika | c       | d      |

Řádky dělí populaci na skupinu s rizikovým faktorem RF+ (např. kuřáci) a skupinu bez rizikového faktoru RF− (např. nekuřáci). V obou skupinách lidé onemocní (např. rakovinou plic), ale ve skupině v riziku (RF+) jich bude víc. AR vyjadřuje, o kolik víc je ve skupině RF+ nemocných a to pomocí některého z absolutních ukazatelů (např. incidence, prevalence).
RD = [a/(a+b)] – [c/(c+d)]
AR = RD = Ie-Iu
Ie je incidence skupiny v riziku (exposed = RF+)              Ie= a/ (a+b)
Iu je incidence skupiny bez rizka (unexposed = RF−)       Iu= c/ (c+d)

AR udává, o kolik je vyšší nemocnost populace se rizikem proti populaci bez rizika.  Lze počítat, kolik stojí konkrétní riziko, respektive kolik se dá ušetřit, když riziko odstraníme. Jaký dopad má na populaci tolerování konkrétního rizika (např. kouření).
V případě kouření má rizikový faktor (cigareta) svou expozici (počet cigaret denně a kolik let je kuřákem), tomu odpovídá anglický výraz "exposure risk", v češtině "expozice rizika". S tím tento vzorec nepočítá, respektive by se pro každou hladinu rizika musel vypočítat odlišný AR. Naopak ukazatel PAF (populační atributivní frakce) je pro výpočet s různými hladinami rizika stvořený.

## AR% procento atributivního rizika (ARP)
Vedle absolutního vyjádření AR existuje i relativní v podobě procenta ARP (AR% = Attributable Risk Percent).  
Udává, kolik procent nemoci způsobuje riziko. Vypočítá se jako rozdíl rizik skupiny exponované a neexponované lomeno riziko exponované skupiny. V čitateli je zpravidla incidence obou skupin, ale může v něm být i prevalence, záleží na charakteru onemocnění a zdroji dat.
AR %= (Ie – Iu) /Ie
AR %= RD/Ie  neboli AR%=AR/Ie
Příklad: Kouření cigaret může vyvolat rakovinu plic. Podle některých studií je AR% pro kouření cigaret a rakovinu plic 85%. Znamená to, že 85% všech rakovin plic je způsobeno kouřením cigaret.

## PAR populační atributivní riziko
Rozdíl rizik pro celou populaci se označuje PAR (Population Attributable Risk)
Porovnává skupinu v riziku s celou populací. Vyjadřuje, za jak velké procento ze všech nemocných může riziko.
Zpravidla se počítá z incidence nemoci pro celou populaci, což bývá údaj každoročně zveřejňovaný ministerstvem zdravotnictví. Od něj se odečte incidence nemoci u skupiny bez rizika, což bývá často údaj vztažený jen na jednu demografickou skupinu (prokazatelně bez rizika). Přestože síla ani přesnost dat nejsou srovnatelné (od údaje pro celou populaci odečítáme údaj pro malou skupinu), výsledek má svou vypovídající hodnotu (pokud je bias přijatelný).
PAR = (Ie − Iu) × (n1/N)  stejné vyjádření       PAR = Io − Iu
Kde:
n1 je počet nemocných:  n1=a+c
N je celková populace: N= a+b+c+d
Io je incidence celé populace: Io= (a+c) / (a+b+c+d)

PAR je absolutní ukazatel, udává, o kolik je vyšší nemocnost skupiny s rizikem proti celé populaci.

## Procento PAR (PAR%) procento atributivního populačního rizika
PAR% udává, kolik procent konkrétní nemoci v populaci je vyvoláno rizikem (RF).
PAR% = Io − Iu / Io stejné vyjádření PAR% = PAR / lo
PAR% má v čitateli rozdíl incidencí mezi celkovou populací a populací bez rizika (PAR), ve jmenovateli má incidenci pro celou populaci. Tím se z absolutního ukazatele PAR stává relativní ukazatel PAR%.
PAR (neboli RD) lze nejjednodušeji vyjádřit jako rozdíl incidencí či prevalencí.